# Ragdoll

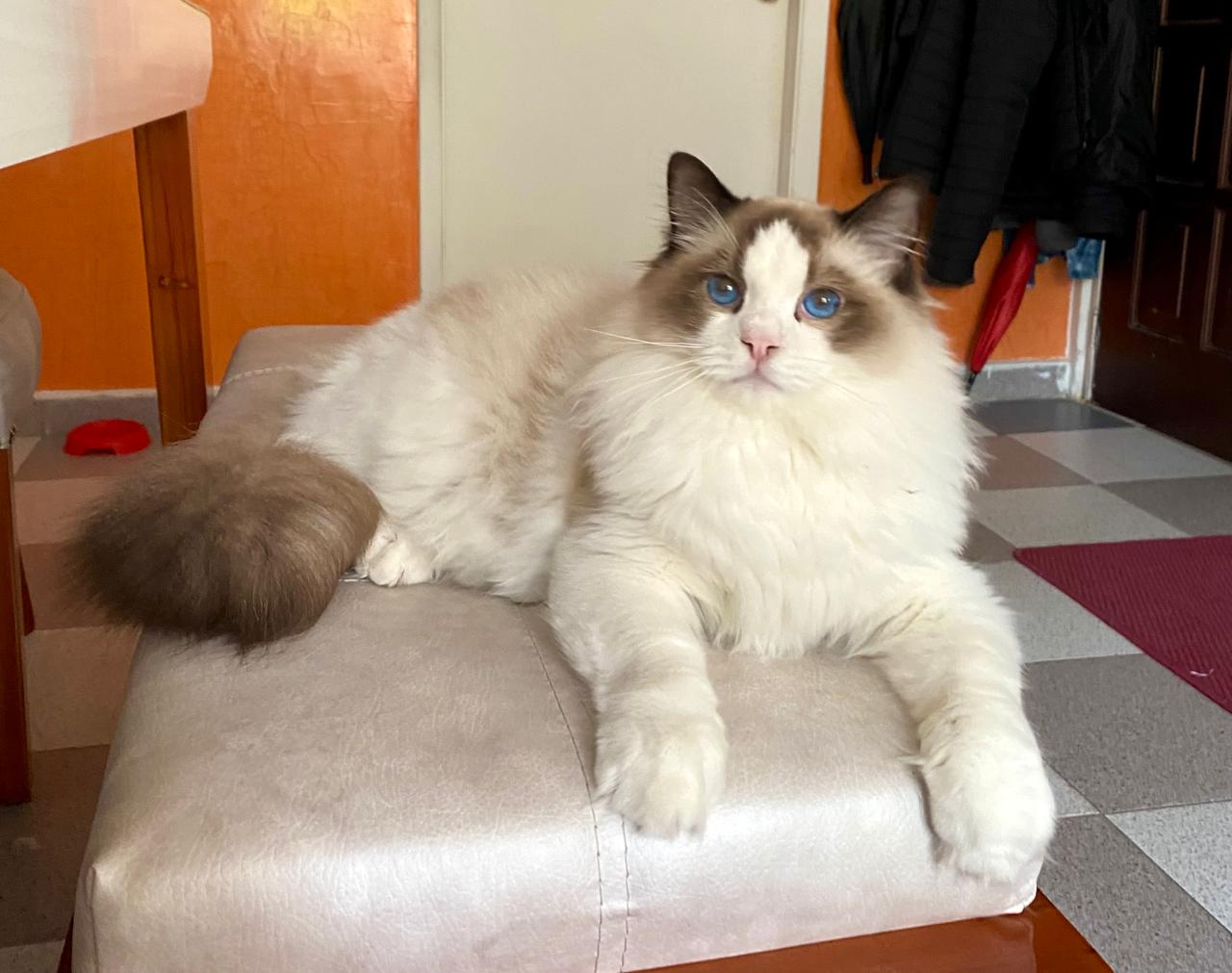
Seal Bicolor

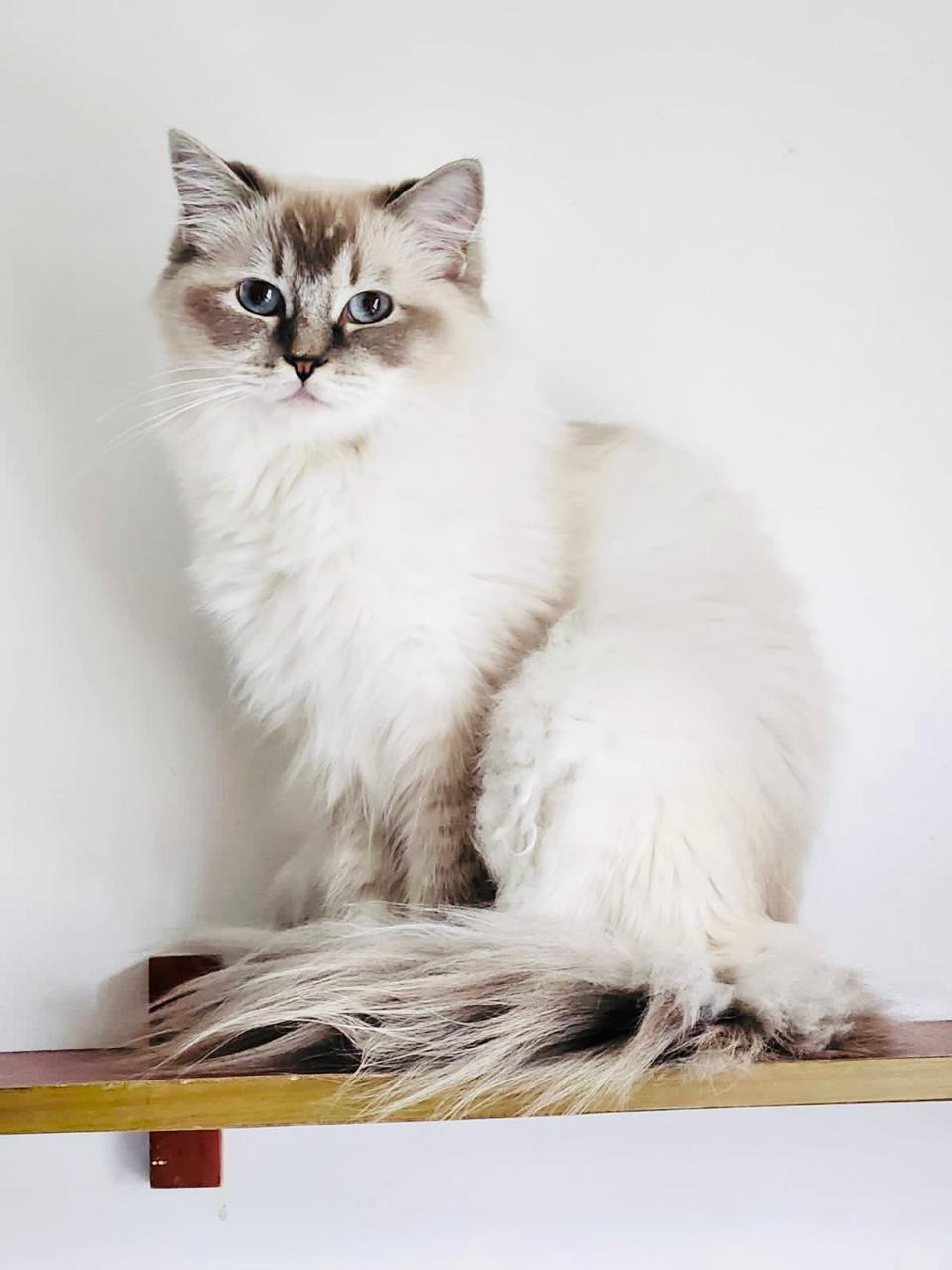
Blue Lynx Point Gatos ragdoll

El ragdoll es una raza de gato originaria de los Estados Unidos, caracterizada por su  distintivo pelaje semilargo, suave y sedoso, predominantemente blanco (a excepción de su cabeza) y sus ojos azules. Su morfología es grande y pesada, lo que lo hace menos ágil que otras razas de felinos domésticos, a pesar de su flexibilidad. Son mejor conocidos por su temperamento dócil y plácido y su naturaleza afectuosa. El nombre en inglés ragdoll (lit. ‘muñeca de trapo’) se deriva de la tendencia de los individuos del linaje original a quedarse flácidos y relajados cuando los levantan.[cita requerida]
Mutaciones naturales y cruzamientos selectivos forzados entre razas muy domésticas como el siamés, el gato persa y el Sagrado de Birmania han privado a este gato de cualquier instinto de caza, alerta o defensa. Reacciona poco al peligro, se muestra dócil y tranquilo. Es un gato exclusivamente casero y dependiente.[cita requerida]
La cabeza del ragdoll es de tamaño medio a grande, en proporción con el cuerpo, y tiene una forma triangular con bordes redondeados. El cráneo es amplio y ligeramente achatado en la parte superior, con pómulos altos y mejillas llenas.[cita requerida] La nariz es ancha y corta, con una curvatura suave, y los labios son suaves y redondeados. Los ojos son grandes y redondos, y se colocan bien separados en la cabeza. La expresión es suave y dulce, con una mirada que parece estar siempre relajada y tranquila.[cita requerida]
Una particularidad del ragdoll consiste en el hecho de que cuando es tomado en brazos es capaz de aflojar completamente sus músculos y relajarse del todo.[cita requerida] Esta característica es la que justamente explica el origen de su denominación. Otra característica es su voz, que es debilísima, y raramente maúlla, hasta el punto de que es necesario vigilarlo para asegurarse de que no haya ningún problema.[cita requerida]

## Historia
Esta raza se originó en California en los años 1960, a partir de una gata de la raza angora turco llamada Josephine. Según cuenta la historia[cita requerida] la gata fue atropellada por un automóvil (también se llegó a decir que en el accidente perdió un ojo, aunque sólo son suposiciones) y durante el periodo en que estuvo lesionada se cuenta que unos estudiantes se hicieron cargo de ella, y ésta llegó a domesticarse un poco debido a que vivía en una casa. Cuando nacieron los gatitos se dieron cuenta de que eran enormes (demasiado para su corta edad) y muy dóciles y cariñosos.[cita requerida] Así que la señorita Ann se dedicó a buscar la raza perfecta criando con los hijos de Josephine y otras muchas razas, escogidas previamente, para la monta y que así salieran los gatitos perfectos. Otra parte de la historia[cita requerida] es que Josephine era una gata persa impura, la cual fue expuesta a la monta con diversas variedades de gatos hasta obtener el ragdoll actual.[cita requerida]

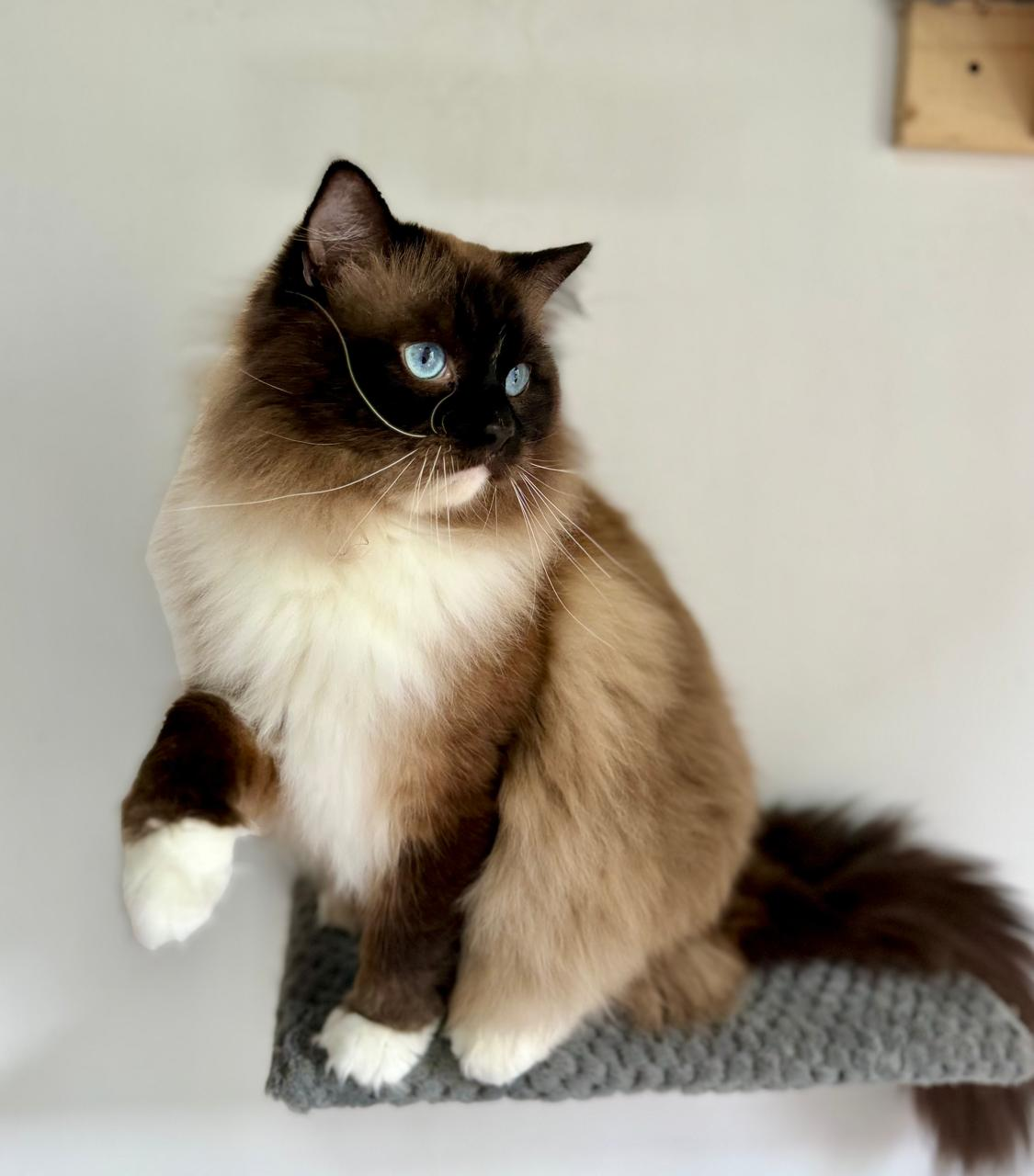
Seal Point Mitted

## Características
El ragdoll es un gato de pelaje largo o semilargo, con tres variedades de patrón: colorpoint, bicolor, y mitted. Los colorpoint (también conocido como gen siamés) se identifican porque tienen un color diferente al blanco en las extremidades, los bicolor dos colores y los mitted porque tienen barbilla blanca y "guantecitos" blancos.[cita requerida]
Los colores del pelaje pueden ser marrón (seal), grisáceo (blue), chocolate, y lila(lilac),[cita requerida] tanto en la cara como en los pies. También existen con otros colores menos tradicionales como crema, rojizo como una llama (flame) y tipo lince.
Su pelaje necesita un cuidado mínimo, y no se enmaraña si se peina regularmente.
Los gatos de la raza Ragdoll tardan unos tres años en alcanzar por completo el desarrollo físico maduro. Un Ragdoll adulto macho puede pesar entre 5,4 y 9 kilogramos y llegar a medir 90 centímetros de largo, mientras que el peso de la hembra oscila entre los 4,5 y 6,8 kg.[cita requerida]
El gato Ragdoll se caracteriza por tener una personalidad muy cariñosa y por ser un gato que disfruta mucho de la compañía humana, por lo que es ideal para familias afectuosas que puedan dedicarle tiempo y mimos.[cita requerida] Suelen ser muy sutiles hasta en la forma de comunicarse, por lo que rara vez los escucharás maullar y te hará saber sus necesidades a través sonidos muy leves.[cita requerida]
A pesar de su tranquilidad, no deja de ser un felino que necesita drenar energía y además de las siestas también disfrutará los ratos de juegos para correr y treparse por los rincones.[cita requerida] Su carácter afable hace que se adapte sin problema a diferentes situaciones y entornos. El ragdoll es un gato amigable y si se socializa correctamente podrá llevarse muy bien con los niños y otras mascotas.